# Schleswig-Holstein Filmpreis
Der Schleswig-Holstein Filmpreis war ein von der Filmförderung MSH initiierter Preis und wurde 2006 im Rahmen einer Gala im Theater Lübeck vergeben. Die Produzenten, Autoren, Regisseure und Persönlichkeiten mussten einen Bezug zu Schleswig-Holstein haben. Der Preis war mit insgesamt 55.000 Euro dotiert.

## Preisgelder
Vergeben wurden jeweils ein Preis für die Beste Dokumentation (15.000 Euro), das Beste Drehbuch (10.000 Euro) und den Besten Spiel-/TV-Film (20.000 Euro). Ein weiterer Preis für besondere Leistungen wurde an eine Persönlichkeit vergeben, die sich für das Filmland Schleswig-Holstein verdient gemacht hat; dieser war mit 10.000 Euro dotiert.
Mit dem Norddeutschen Filmpreis der neuen Filmförderung Hamburg Schleswig-Holstein wurde der Schleswig-Holstein Filmpreis im Jahr 2007 fortgeführt und erweitert. 

## Preisträger 2006
- Beste Dokumentation: Full Metal Village von Sung-Hyung Cho
- Bestes Drehbuch: Nicolette Krebitz für Das Herz ist ein dunkler Wald
- Bester Spiel-/TV-Film: Brennendes Herz des Regisseurs und Autors Manfred Stelzer
- Preis für besondere Leistungen: Armin Mueller-Stahl